# بات أوسوليفان
بات أوسوليفان (بالإنجليزية: Pat O'Sullivan)‏ هي لاعبة غولف أمريكية، ولدت في 1 سبتمبر 1926.